# 金鉬股份
金钼股份（上交所：601958）是一家位于陕西西安的有色金属开采冶炼公司。有陕西有色集团发起。2008年4月17日，在上海證券交易所A股上市。